# Teknikåret 1976

## Händelser

### Januari
- 21 januari - Cray-1, den första kommersiellt tillgängliga superdatorn, lanseras.
- 21 januari - Concorde inleder kommersiella flygningar.

### Februari
- Februari - Betamax introduceras i USA.[1]

### Mars
- 26 mars - Drottningen av Storbritannien skickar sin första e-post [2].

### April
- 1 april - Apple Computer grundas av Steve Jobs och Steve Wozniak.[3]

### Maj
- Maj - Apple börjar sälja Apple I.[3]

### Augusti
- Augusti - Augustinumret av Popular Electronics påbörjar en serie konstruktionsartiklar om ELF I och ELF 2.[4]

### September

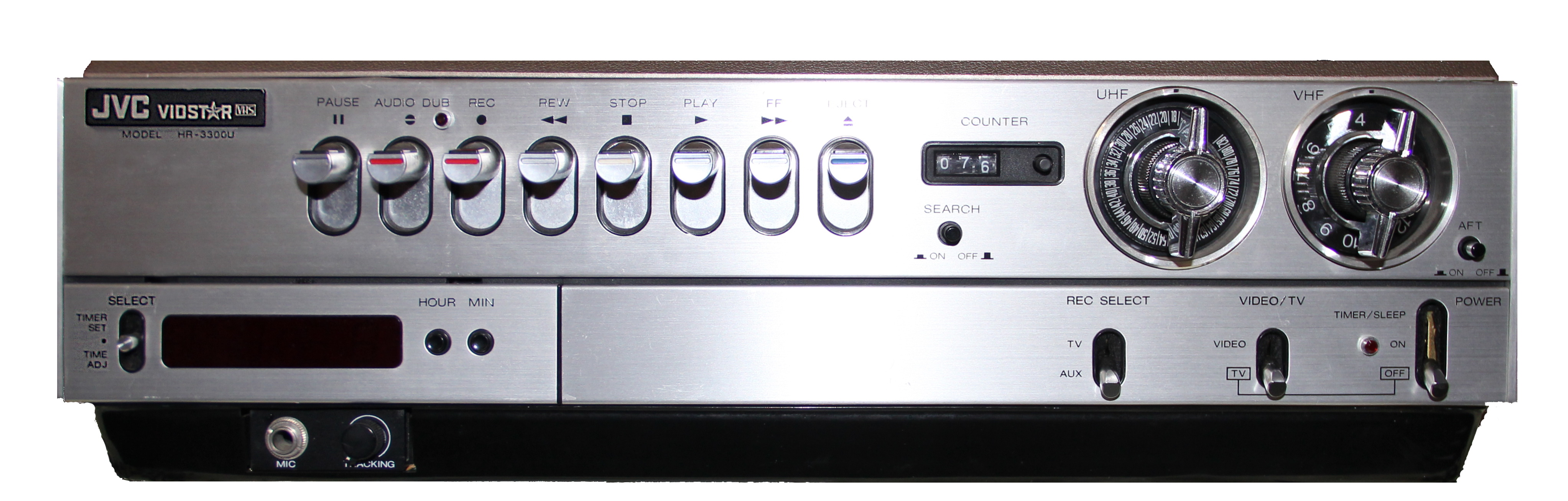
JVC HR-3300, den första VHS-apparaten.

- 9 september - VHS introduceras i Japan.[5][6]

### November
- 26 november - Microsoft inregistreras i bolagsregistret i New Mexico, USA.

### December
- December - Första flygningen med Lockheed Martin F-16 Fighting Falcon.

### Okänt datum
- Canon AE-1 introduceras, världens första konsumentkamera med inbyggd mikroprocessor.
- Volvo presenterar förbättrad avgasrening medelst lambdasond och trevägskatalysator.
- Avgascertifierad motor blir obligatorisk på nya bensindrivna personbilar i Sverige.
- Intel och Zilog introducerar de nya mikroprocessorerna Intel 8080, fem gånger snabbare än föregångaren Intel 8008.[2]

### Fotnoter
1. ↑  CED in the History of Media Technology (läst 8 april 2011)
2. 1 2
3. 1 2  History of Media Technology (läst 8 april 2011)
4. ↑  History of Media Technology (läst 8 april 2011)
5. ↑  Always Helpful! Full of Information on Recording Media "Made in Japan After All" Arkiverad 11 januari 2011 hämtat från the Wayback Machine.
6. ↑  JVC HR-3300